# 吉布森群島

吉布森群島是美國的群島，位於阿圖島東北面的白令海，屬於尼爾群島的一部分，由阿拉斯加州負責管轄，群島上無人居住。